# Little Jimmy Dickens
James Cecil Dickens, känd som Little Jimmy Dickens, född 19 december 1920 i Bolt, West Virginia, död 2 januari 2015 i Nashville, Tennessee, var en amerikansk countrysångare. Han valdes in i amerikanska Country Music Hall of Fame 1983.

## Diskografi (urval)
Studioalbum
- 1954 – Old Country Church
- 1960 – Big Songs by Little Jimmy Dickens
- 1962 – Little Jimmy Dickens Sings Out Behind the Barn
- 1965 – Handle with Care
- 1965 – May the Bird of Paradise Fly Up Your Nose
- 1968 – Big Man in Country Music
- 1968 – Little Jimmy Dickens Sings
- 1969 – Jimmy Dickens Comes Callin'

Samlingsalbum
- 1957 – Raisin' the Dickens
- 1966 – Little Jimmy Dickens' Greatest Hits
- 1969 – Greatest Hits
- 1976 – Hymns of the Hour
- 1983 – Historic Edition

Singlar (Topp 10 på Hot Country Songs)
- 1949 – "Take an Old Cold 'Tater (And Wait)" (#7)
- 1949 – "Country Boy" (#7)
- 1949 – "My Heart's Bouquet" (#10)
- 1949 – "A-Sleeping at the Foot of the Bed" (#6)
- 1950 – "Hillbilly Fever" (#3)
- 1954 – "Out Behind the Barn" (#9)
- 1965 – "May the Bird of Paradise Fly Up Your Nose" (#1)